# 广德街道
广德寺街道，是中华人民共和国四川省遂宁市船山区下辖的一个乡镇级行政单位。

## 行政区划
广德寺街道下辖以下地区：
七里桥社区、八角亭社区、西山社区、西园社区、十字河村、大板桥村、月山村、飞凤村、铜鼓山村、斑竹园村和双拱桥村。